# Кохановский, Игорь Васильевич
И́горь Васи́льевич Кохано́вский (род. 2 апреля 1937, Магадан, Дальневосточный край) — советский и российский поэт-песенник.

## Биография
Родился 2 апреля 1937 года в Магадане в семье репрессированного. Отец, Василий Кохановский, «из морячков, которые делали революцию», был сотрудником Берзина по «Дальстрою», после ареста Берзина был осуждён и вышел на свободу через полтора года, когда наркомом внутренних дел стал Лаврентий Берия.
В возрасте 6 месяцев переехал с семьёй в Москву. Провёл детство и юность в доме 14 по улице Неглинной. С восьмого класса сидел за одной партой с Владимиром Высоцким, который на многие годы, пока не начал активно работать в Театре на Таганке, стал его близким другом и частым участником застольных встреч в компании с Артуром Макаровым и Левоном Кочаряном.
Имел первый спортивный разряд по хоккею, в школьные годы тренировался у Анатолия Тарасова в одно время с Вениамином Александровым, но «боженька уберёг от профессиональной хоккейной карьеры».
После школы поступил в МИСИ вместе с Высоцким, который проучился только один семестр. Кохановский окончил вуз, работал по специальности.
В 1964 году уехал в Магадан, с 1965 по 1968 работал в газете «Магаданский комсомолец», затем был старателем на Чукотке.
Ещё в начале 1950-х начал увлекаться игрой на семиструнной гитаре. Исполнял почти весь репертуар Александра Вертинского, песни которого мать пела ему «вместо колыбельных». Через некоторое время учил игре на гитаре Владимира Высоцкого. Высоцкий исполнял песни Кохановского «Бабье лето» и «Иволга», а затем посвятил ему пять своих песен («Мой друг уехал в Магадан», «Я видел Нагайскую бухту», «Получил я недавно письмо», «Что сегодня мне суды и заседанья…», «Возвратился мой друг неожиданно…»).
Кохановский написал тексты ряда песен, исполнявшихся звёздами советской и российской эстрады, от Клавдии Шульженко и Людмилы Зыкиной до Софии Ротару. Немало песен он сочинил и для Анны Герман, занимался также переводами текстов польских песен. Сотрудничал с рок-группами «Карнавал», «Динамик», «Аракс», со многими ВИА.

## Песни на стихи Игоря Кохановского

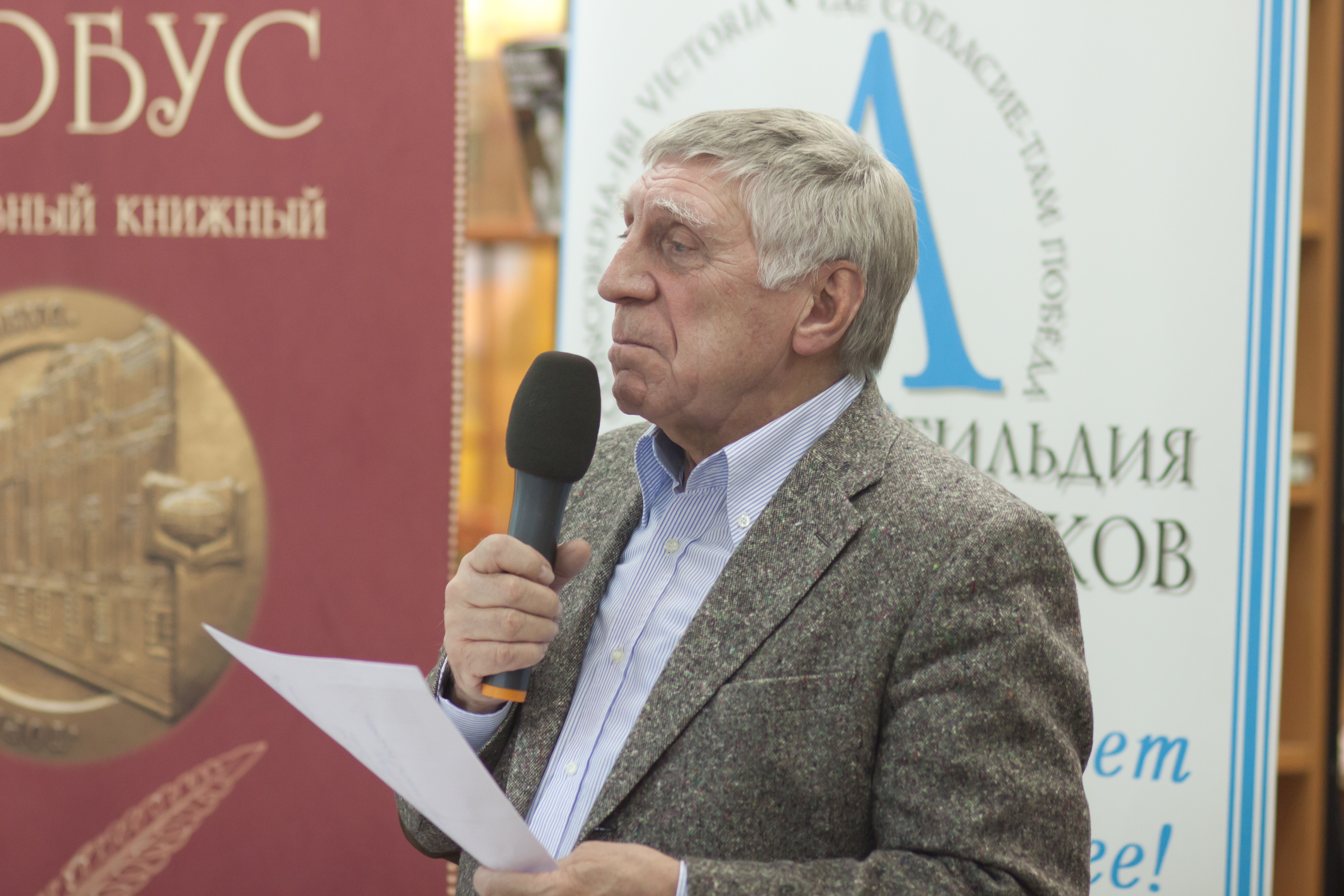
Игорь Кохановский читает свои стихи, 2012

- «А в жизни всё быстротечно» (муз. Ю. Антонова) — исп. Юрий Антонов
- «Ангел в городе» (муз. А. Пилявина, сл. К. Арсенева, А. Иванова и И. Кохановского) — исп. Александр Иванов
- «Бабье лето» (муз. И. Кохановского[10]) — исп. Владимир Высоцкий, Игорь Кохановский
- «Бабье лето» (муз. Т. Марковой) — исп. Клавдия Шульженко
- «Бабье лето» (муз. Ю. Антонова) — исп. ВИА «Поющие сердца» (солист — Игорь Офицеров), Юрий Антонов
- «Баллада о небе и земле» (муз. Р. Чубатого, сл. Е. Фицовского, перевод с польского И. Кохановского) — исп. Анна Герман
- «Без тебя» (муз. Ю. Антонова) — исп. ВИА «Добры молодцы»
- «Белокрылый полёт» (муз. Е. Мартынова и Ю. Мартынова) — исп. Николай Басков
- «Бенгальские огни» (муз. И. Николаева — сл. И. Кохановского и И. Николаева) — исп. Игорь Николаев
- «Берега» (муз. В. Кузьмина) — исп. группа «Динамик» (солист — Владимир Кузьмин)
- «Благослови меня, удача» (муз. С. Кроха) — исп. Сергей Крох
- «Больше не встречу» (посвящается памяти Владимира Семёновича Высоцкого) (муз. В. Матецкого) — исп. группа «Карнавал» (солист — Александр Барыкин), Александр Иванов
- «Будь всегда такой» (муз. В. Баркова) — исп. ВИА «Здравствуй, песня» (солист — Валентин Барков)
- «Будь проще» (муз. И. Словесника) — исп. Илья Словесник
- «Был месяц май» (муз. А. Киселёва) — исп. ВИА «Добры молодцы» (солист — Александр Лерман)
- «Было и прошло» (муз. В. Добрынина) — исп. ВИА «Красные маки»
- «В разлуке» (муз. В. Баркова) — исп. ВИА «Здравствуй, песня» (солист — Валентин Барков)
- «Вдвоём с тобой» (муз. В. Добрынина) — исп. ВИА «Синяя птица» (солист — Сергей Дроздов)
- «Верь в свою звезду» (муз. Г. Пирцхилавы) — исп. Светлана Дидоренко
- «Весёлый зонтик» (муз. Е. Мартынова) — исп. Евгений Мартынов
- «Весна и любовь» (муз. народная) — исп. Эсон Кандов
- «Вечеринка» (муз. В. Чайки) — исп. Виктор Чайка
- «Вечерний звонок» (муз. С. Беликова) — исп. Сергей Беликов
- «Вечером» (муз. С. Намина) — исп. группа «Цветы» (солист — Александр Лосев)
- «Вечный вальс» (муз. Н. Богословского) — исп. Валерий Ободзинский
- «Видеоклуб» (муз. С. Березина) — исп. ВИА «Пламя»
- «Виноват листопад» (муз. Ю. Антонова) — исп. ВИА «Добры молодцы» (солист — Роман Власенко)
- «Внезапный тупик» (муз. В. Кузьмина) — исп. группа «Карнавал» (солист — Александр Барыкин)
- «Возвращайся» (муз. И. Саруханова) — исп. Игорь Саруханов
- «Возвращение романса» (муз. О. Фельцмана) — исп. Анна Герман, Муслим Магомаев, Сергей Захаров, Леонид Серебренников, Валентин Будилин, Валентина Дворянинова, Владимир Попков
- «Вокруг любви» (муз. А. Хаславского) — исп. ВИА «Здравствуй, песня» (солистка — Галина Шевелева)
- «Воспоминание» (муз. Б. Рычкова) — исп. София Ротару, Виктор Вуячич, Николай Соловьёв
- «Вот ведь какая» (муз. С. Рембовского) — исп. Тамара Миансарова
- «Вот какая беда» (муз. Б. Савельева) — исп. ВИА «Поющие сердца»
- «Всё минует» (муз. Р. Майорова) — исп. ВИА «Музыка»
- «Всё, что было» (муз. Кшиштоф Цвинара, перевод с польского И. Кохановского) — исп. Анна Герман, ВИА «Поющие сердца»
- «Всё это будет» (муз. А. Хаславского) — исп. Маргарита Суворова
- «Вспомнилось недавнее» (муз. А. Пресленева) — исп. Мария Пахоменко
- «Встречай весну» (муз. К. Свободы) — исп. Карел Готт
- «Встречай меня» (муз. А. Морозова) — исп. ВИА «Красные маки» (солист — Аркадий Хоралов), Эдита Пьеха
- «Вчерашний день» (муз. И. Саруханова) — исп. Игорь Саруханов
- «Вы разрешите с Вами познакомиться» (муз. Д. Тухманова) — исп. Иосиф Кобзон
- «Где найти любовь» (муз. В. Векштейна) — исп. ВИА «Поющие сердца» (солист — Игорь Офицеров)
- «Да, я жива» (муз. Д. Фекариса и Ф. Перрена) — исп. ВИА «Здравствуй, песня» (солистка — Галина Шевелева), Ксения Георгиади
- «Давай уедем к морю» (муз. В. Добрынина) исп. ВИА «Здравствуй, песня» (солистка — Галина Шевелёва)
- «Давняя игра» (муз. А. Герман, сл. К. Берлинга, перевод с польского И. Кохановского) — исп. Анна Герман
- «Дай знать» (муз. С. Намина) — исп. группа Стаса Намина (солист — Александр Лосев)
- «Дай мне руку» (муз. Ю. Антонова) — исп. Юрий Антонов
- «Дай соскучиться» (муз. И. Брылина) — исп. Лев Лещенко
- «Две свечи» (муз. В. Добрынина) — исп. Вячеслав Добрынин, Михаил Шуфутинский
- «Двое на качелях» (муз. И. Брылина) — исп. Алсу
- «Девочка Атас» (муз. В. Добрынина) — исп. Сергей Минаев
- «Девочка-звезда» (муз. В. Байкова) — исп. Вадим Байков
- «Делай как мы» (муз. А. Киселёва) — исп. ВИА «Добры молодцы» (солист — Александр Лерман)
- «Дело не в погоде» (муз. А. Зацепина) — исп. Татьяна Анциферова
- «Дорога к счастью» (муз. В. Мигули) — исп. Николай Соловьёв
- «Дунайские волны» (муз. И. Ивановичи) — исп. ВИА «Поющие сердца»
- «Если нам по пути» (муз. И. Саруханова) — исп. Игорь Саруханов
- «Если рядом ты» (муз. Ф. Пурселя) — исп. Валентин Будилин
- «Жаль» (муз. О. Иванова) — исп. ВИА «Сябры»
- «Жену найти непросто» (муз. К. Ковача) — исп. ВИА «Весёлые ребята» (солист — Роберт Мушкамбарян)
- «Живу надеждой» (муз. А. Зацепина, из фильма «Душа») — исп. София Ротару
- «Жил артист, жил поэт...» (муз. В. Струганова) — исп. Владимир Струганов
- «Завтра» (муз. Ю. Антонова) — исп. Юрий Антонов
- «Забывать нелегко» (муз. А. Зацепина) — исп. Татьяна Анциферова
- «Забытый обычай» (муз. Н. Богословского) — исп. Валерий Ободзинский
- «Зачем спешим» (муз. В. Добрынина) — исп. ВИА «Здравствуй, песня»
- «Здравствуй» (муз. С. Кутуньо) — исп. Лев Лещенко
- «Здравствуй, солнце» (муз. Н. Ивановой) — исп. Эдита Пьеха
- «Здравствуй, это я» (муз. А. Хаславского) — группа «ВОКС»
- «Зима любви» (муз. Р. Майорова) — исп. ВИА «Поющие сердца» (солист — Игорь Офицеров), Геннадий Бойко
- «Золотая женщина» (муз. И. Николаева) — исп. Игорь Николаев
- «Иволга» (муз. И. Кохановского) — исп. Владимир Высоцкий, Игорь Кохановский
- «Иволга» (муз. Т. Марковой) — исп. вокальный квартет «Улыбка»
- «Идут дожди» (муз. неизвестного автора) — исп. ВИА «Самоцветы»
- «Извини» (муз. В. Добрынина) — исп. Вячеслав Добрынин
- «Из-за тебя» (муз. В. Добрынина) — исп. ВИА «Красные маки»
- «Как всё это объяснить» (муз. Б. Савельева) — исп. ВИА «Поющие сердца»
- «Как же так» (муз. С. Томина) — исп. Вероника Круглова
- «Когда вокруг танцуют» (муз. С. Сархана) — исп. ВИА «Красные маки» (солист — Сархан Сархан)
- «Когда приходит любовь» (муз. В. Аникеева) — исп. ВИА «Весёлые ребята»
- «Когда разошлись пути» (муз. А. Хаславского) — исп. ВИА «Здравствуй, песня»
- «Колокол тревоги» (муз. Ю. Антонова) — исп. группа «Аракс» (солист — Анатолий Алёшин)
- «Королева танца» (муз. Б. Андерсона, С. Андерсона и Б. Улвеуса) — исп. ВИА «Поющие сердца» (солистка — Антонина Жмакова)
- «Кружатся диски» (муз. Д. Тухманова) — исп. Валерий Леонтьев, ВИА «Красные маки» (солист — Аркадий Хоралов)
- «Кто может знать» (муз. А. Рыбникова) — исп. Вероника Круглова и Вадим Мулерман, ВИА «Поющие сердца»
- «Лицо в ладонях» (муз. А. Днепрова) — исп. ВИА «Поющие сердца» (солист — Вячеслав Индроков)
- «Любовь» (муз. И. Саруханова) — исп. Игорь Саруханов
- «Любовь прошедшая» (муз. В. Матецкого) — исп. София Ротару
- «Любишь — не любишь» (муз. В. Добрынина) — исп. ВИА «Верасы»
- «Мама, я попал в беду» (муз. В.Кузьмина) — исп. группа «Динамик» (солист — Владимир Кузьмин)
- «Маятник счастья» (муз. А. Хаславского) — исп. группа «ВОКС»
- «Медовый месяц» (муз. И. Крутого) — исп. Ирина Аллегрова
- «Мир дому твоему» (муз. О. Фельцмана) — исп. Муслим Магомаев, Сергей Захаров, ВИА «Поющие сердца» (солист — Игорь Офицеров)
- «Мир надежд моих» (муз. В. Матецкого) — исп. группа «Карнавал» (солист — Владимир Кузьмин)
- «Млечный путь» (муз. А. Рыбникова, из фильма «Большое космическое путешествие») — исп. Мила Берлинская, Елена Камбурова и Игорь Капитанников
- «Мне весело» (муз. Т. Конца) — исп. Ксения Георгиади
- «Моё богатство» (муз. Ю. Антонова) — исп. ВИА «Добры молодцы» (солист — Александр Лерман), Юрий Антонов и группа «Аракс»
- «Мона Лиза» (муз. Д. Тухманова) — исп. группа «Карнавал» (солист — Александр Барыкин)
- «Моя любовь жива» (муз. Р. Болотного) — исп. ВИА «Синяя птица» (солист — Сергей Дроздов)
- «Мы родом из детства» (муз. А. Зацепина) — исп. Татьяна Анциферова
- «Мы так давно не танцевали» (муз. Е. Дымова) — исп. ВИА «Верные друзья»
- «Называй меня любимой» (муз. Б. Савельева) — исп. Вероника Круглова
- «Наивная ошибка» (муз. В. Добрынина) — исп. Вячеслав Добрынин
- «Наказание моё» (муз. Н. Богословского) — исп. Валерий Ободзинский
- «Нам память дорога» (муз. Ю. Якушева) — исп. Лев Лещенко
- «Нас рассудит время» (муз. С. Мелика) — исп. ВИА «Музыка»
- «Не жди меня» (муз. В. Векштейна) — исп. ВИА «Поющие сердца»
- «Не жди меня» (муз. В. Резникова) — исп. Жасмин
- «Не напрасно дана любовь» (муз. Р. Майорова) — исп. Николай Соловьёв
- «Не успокоимся» (муз. С. Краевского, сл. А. Осецки, перевод с польского И. Кохановского) — исп. ВИА «Красные маки», Эсон Кандов
- «Нежданно-негаданно» (муз. В. Добрынина) — исп. Вячеслав Добрынин
- «Незабытый мотив» (муз. Р. Майорова) — исп. Анна Герман
- «Немного удачи» (муз. А. Зацепина) — исп. Феликс Красиловский
- «Неоконченная песня» (муз. А. Киселёва) — исп. ВИА «Добры молодцы»
- «Неразделенная любовь» (муз. С. Горковенко) — исп. Геннадий Бойко
- «Никому не рассказывай» (муз. Е. Ширяева) — исп. Эсон Кандов
- «Но ты проходишь стороной» (муз. В. Векштейна) — исп. ВИА «Поющие сердца»
- «Ночной пляж» (муз. А. Морозова) — исп. ВИА «Красные маки»
- «О, как люблю я» (муз. Д. Ареля и С. Мейера) — исп. ВИА «Поющие сердца» (солистка — Антонина Жмакова)
- «Облака в реке» (муз. А. Днепрова) — исп. ВИА «Поющие сердца» (солист — Игорь Иванов)
- «Обещаю не опаздывать» (шотландская народная мелодия) — исп. ВИА «Поющие сердца»
- «Объяснить невозможно» (муз. Д. Тухманова) — исп. ВИА «Лейся, песня» (солист — Владислав Андрианов)
- «Один на один» (муз. В. Матецкого) — ВИА «Весёлые ребята» (солист — Алексей Глызин)
- «Одинокая» (муз. О. Фельцмана) — исп. Муслим Магомаев, Валентин Будылин, Игорь Сластенко
- «Однажды» (муз. Д. Тухманова) — исп. Сергей Захаров
- «Опоздать однажды» (муз. В. Матецкого) — исп. ВИА «Лейся, песня» (солист — Валерий Кипелов)
- «Опустевший дом» (муз. А. Зацепина) — исп. Татьяна Анциферова
- «Осеннее танго» (муз. Ф. Иммеля) — исп. Валентин Будилин
- «Отгадай любовь» (муз. Л. Хамфриса) — исп. ВИА «Поющие сердца»
- «Памяти певца» (муз. А. Хаславского) — исп. ВИА «Здравствуй, песня» (солист — Леонид Грабарь)
- «Память матери» (муз. О. Фельцмана) — исп. Людмила Зыкина
- «Пеппи» (муз. Р. Майорова) — исп. Нина Бродская, ВИА «Музыка»
- «Песня гонщиков» (муз. А. Рыбникова, из фильма «Большое космическое путешествие») — исп. ВИА «Верные друзья»
- «Письмо Шопену» (муз. П. Бояджиева) — исп. Анна Герман
- «Плакучие берёзы» (муз. К. Брейтбурга) — исп. Борис Моисеев
- «Планета любви» (муз. С. Томина) — исп. ВИА «Самоцветы»
- «Поверь в мечту» (муз. Ю. Антонова) — исп. группа «Земляне» (солист — Сергей Скачков), Юрий Антонов
- «Подарок милому» (муз. Я. Славинского и А. Герман, сл. Е. Сонецки, перевод с польского И. Кохановского) — исп. Анна Герман
- «Пойми меня» (муз. Н. Богословского) — исп. Валерий Ободзинский, Муслим Магомаев, Валентина Толкунова, Юлия Началова
- «Пока живёт любовь» (муз. А. Днепрова) — исп. ВИА «Поющие сердца»
- «Помни» (муз. А. Хоралова) — исп. ВИА «Красные маки» (солист — Аркадий Хоралов)
- «Постой» (муз. А. Днепрова) — исп. ВИА «Поющие сердца» (солист — Игорь Офицеров)
- «Посмеяться над собой» (муз. В. Матецкого) — исп. ВИА «Здравствуй, песня»
- «Приснившаяся песня» (муз. А. Симона и С. Регала) — исп. ВИА «Поющие сердца»
- «Прогноз погоды» (муз. Ю. Маликова и В. Преснякова) — исп. ВИА «Самоцветы»
- «Прорабы» (муз. О. Фельцмана) — исп. Валентин Никулин, Оскар Фельцман
- «Прощай, мама» (муз. К. Загеля) — исп. ВИА «Поющие сердца»
- «Прощальный тост» (муз. М. Маллери и Ж. Ренана) — исп. ВИА «Поющие сердца» (солисты — Антонина Жмакова и Игорь Иванов)
- «Пустое слово» (муз. В. Кузьмина и В. Матецкого) — исп. группа «Карнавал» (солист — Владимир Кузьмин)
- «Радоваться жизни» (муз. П. Аедоницкого) — исп. Анне Вески, Ксения Георгиади, сёстры Кныш и Виктор Карасенко, Андрей Антонов
- «Разве быть могло такое» (муз. В. Добрынина) — исп. ВИА «Добры молодцы» (солистка — Людмила Барыкина)
- «Разрешите познакомиться» (муз. Д. Тухманова) — исп. Вадим Мулерман, Эдуард Хиль, Иосиф Кобзон
- «Расстаться нам нельзя» (муз. М. Парцхаладзе) — исп. Роберт Мушкамбарян
- «Роль шута» (муз. А. Пугачёвой) — исп. Александр Буйнов
- «С тобой и без тебя» (муз. И. Якушенко) — исп. Анна Резникова
- «Садовое кольцо» (муз. Ю. Антонова) — исп. ВИА «Добры молодцы» (солист — Александр Лерман), группа «Земляне» (солист — Сергей Скачков)
- «Свет в окне» (муз. А. Хаславского) — исп. ВИА «Здравствуй, песня»
- «Сезон дождей» (муз. О. Фельцмана) — исп. Муслим Магомаев
- «Сердцу не прикажешь» (муз. В. Добрынина) — исп. Вячеслав Добрынин
- «Сердцу не прикажешь» (муз. А. Добронравов) — исп. Александр Добронравов
- «Синяя даль» (муз. А. Хаславского) — исп. ВИА «Здравствуй, песня» (солистка — Галина Шевелева)
- «Скажи мне правду» (муз. В. Добрынина) — исп. ВИА «Красные маки» (солист — Аркадий Хоралов)
- «Снова весна» (муз. Ю. Антонова) — исп. группа «Аракс» (солист — Анатолий Алёшин)
- «Сомнения» (муз. Р. Манукова) — исп. София Ротару
- «Спортлото» (муз. В.Кузьмина) — исп. группа «Динамик» (солист — Владимир Кузьмин)
- «Ступени» (муз. Д. Тухманова) — исп. группа «Карнавал» (солист — Александр Барыкин)
- «Стучись в любую дверь» (муз. Н. Богословского) — исп. ВИА «Поющие сердца» (солист — Игорь Офицеров)
- «Танго прощения» (муз. В. Мигули) — исп. ВИА «Лейся, песня» (солист — Игорь Иванов)
- «Твои шаги» (муз. Е. Марни) — исп. ВИА «Поющие сердца»
- «Тем, кто влюблён» (муз. З. Бинкина) — исп. ВИА «Здравствуй, песня»
- «Тень» (муз. и сл. К. Цвинара, перевод с польского И. Кохановского) — исп. Анна Герман
- «Тень печали» (муз. А. Барыкина) — группа «Карнавал» (солист — Александр Барыкин)
- «Теряю тебя» (муз. В. Кузьмина) — исп. группа «Динамик» (солист — Владимир Кузьмин)
- «Тик-так» (муз. И. Саруханова) — исп. Игорь Саруханов
- «Только с тобой» (муз. В. Матецкого) — исп. ВИА «Самоцветы»
- «Трудная любовь» (муз. А. Киселёва) — исп. ВИА «Добры молодцы» (солист — Александр Лерман)
- «Трудно расстаться» (муз. А. Морозова) — исп. ВИА «Красные маки»
- «Ты всегда другая» (муз. Б. Андерсона, С. Андерсона и Б. Улвеуса) — исп. ВИА «Поющие сердца» (солистка — Антонина Жмакова)
- «Ты всех нужней» (муз. В. Добрынина) — исп. ВИА «Лейся, песня»
- «Ты загадка для меня» (муз. В. Баркова) — исп. ВИА «Синяя птица» (солист — Валентин Барков)
- «Ты, мама» (муз. О. Фельцмана, сл. И. Кохановского и Р. Фархади) — исп. Анна Герман
- «Ты мне больше не звони» (муз. В. Векштейна) — исп. ВИА «Поющие сердца» (солистка — Антонина Жмакова)
- «Ты мне веришь или нет» (муз. А. Рыбникова, из фильма «Большое космическое путешествие») — исп. Мила Берлинская и Игорь Капитанников, Виталий Соломин и Оля Рождественская
- «Ты мне снишься» (муз. В. Мигули) — исп. ВИА «Красные маки» (солист — Аркадий Хоралов), Владимир Мигуля и группа «Земляне», Валентина Игнатьева и Виталий Дубинин
- «Ты не забудешь обо мне» (муз. Д. Тухманова) — исп. ВИА «Лейся, песня» (солист — Игорь Иванов)
- «Ты очень красива» (муз. А. Хаславского) — исп. ВИА «Здравствуй, песня» (солист — Валентин Барков)
- «Ты снова мне скажи» (муз. А. Хаславского) — исп. ВИА «Здравствуй, песня» (солистка — Галина Шевелева)
- «Ты, только ты» (муз. и сл. К. Цвинара, перевод с польского И. Кохановского) — исп. Анна Герман и Стахан Рахимов
- «У камина» (муз. В. Аникеева) — исп. ВИА «Весёлые ребята»
- «У моря» (муз. А. Зацепина) — исп. Мирдза Зивере
- «Учитель» (муз. А. Савченко) — исп. Катя Лель и Лев Лещенко
- «Чтобы счастливым быть» (муз. Я. Кукульского и Я. Славинского, сл. А. Кудельского, перевод с польского И. Кохановского) — исп. Анна Герман
- «Чудо» (муз. С. Березина) — исп. ВИА «Пламя»
- «Чудо любви» (муз. Е. Мартынова) — исп. Евгений Мартынов
- «Фигуристка» (муз. А. Днепрова) — исп. ВИА «Весёлые ребята»
- «Хорошо» (муз. К. Моргана) — исп. ВИА «Весёлые ребята»
- «Элегия» (муз. Д. Тухманова) — исп. София Ротару, группа «Карнавал» (солист — Александр Барыкин), Тамара Гвердцители, Иосиф Кобзон
- «Я забуду о тебе» (муз. В. Резникова) — исп. Виктор Резников, Михаил Боярский и Лариса Луппиан, Анна Широченко, Наталья Шатеева, DJ Цветкоff, дуэт «Карамель»
- «Я знаю теперь» (муз. А. Барыкина и В. Кузьмина) — исп. группа «Карнавал» (солист — Александр Барыкин)
- «Я люблю танцевать» (муз. В. Панченко) — исп. Анна Герман
- «Я ревную тебя» (муз. Н. Богословского) — исп. Валерий Ободзинский
- «Я тебя не прощу» (муз. В. Добрынина) — исп. Ксения Георгиади и ВИА «Красные маки», ВИА «Синяя птица» (солистка — Анна Салмина)
- «Я убеждена» (муз. А. Зацепина) — исп. Алла Пугачёва
- «Ясно всё» (муз. А. Хоралова) — исп. ВИА «Красные маки» (солист — Аркадий Хоралов)

## Друзья о И. Кохановском
- Владимир Матецкий[11]

Имя Кохановского зазвучало в полную силу — песни на его стихи исполняли практически все эстрадные звёзды тех лет, особенно вокально-инструментальные ансамбли 70-80-х (тому подтверждение — программа предлагаемого альбома). Песни эти живы и сейчас. Интересно, что самым отъявленным любителям «стёба» не удаётся «приколоть» эти песни — они выше этого. Я не умаляю значение музыки — и, действительно, мелодии были потрясающими, — но всё-таки Слово всегда было (да и остаётся) определяющим для русского человека.
Дружба с детских лет связывала Кохановского и Высоцкого. «Мой друг уехал в Магадан…» — это Высоцкий о Кохановском. «Такого друга, как ты, дарит жизнь только раз…» — это Кохановский о Высоцком, и, наверное, он один имеет моральное право написать эти строки.
Их судьбы в чём-то схожи, как в чём-то схожи их лица. Кохановский не стал актёром и певцом, но он стал настоящим поэтом. Его стихи последних лет стали для меня настоящим откровением: труд «песенника» ничуть не легче, но большая поэзия — это уже без аккомпанемента и аранжировок.
Если мне не изменяет память, «кохать» по-украински означает «любить». Это как раз то чувство, которое я испытываю к Игорю Кохановскому — поэту и человеку.
И дай Бог ему новых песен и стихов.
- В. Высоцкий, 1958[12] И. Кохановскому:

Тебе б филфак был лучшим местом:
Живёшь ты с рифмой очень дружно.
Пиши ты ямбом, анапестом,
А амфибрахием — не нужно!